# Konstantinos Zervas

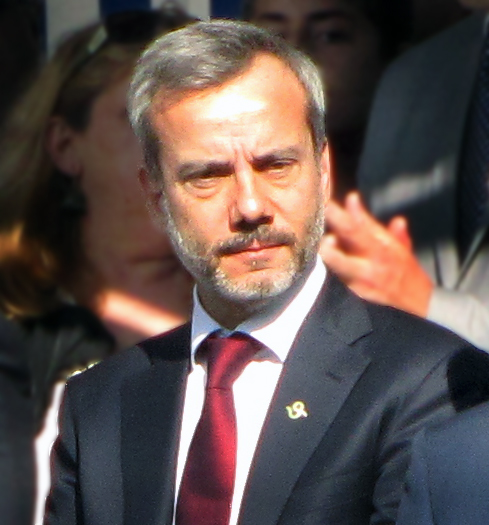
Konstantinos Zervas (2019)

Konstantinos Zervas  (griechisch Κωνσταντίνος Ζέρβας, * 1964 in Thessaloniki) ist ein griechischer Politiker und war von 2019 bis 2023 Bürgermeister von Thessaloniki. Bei den Bürgermeisterwahlen im Oktober 2023 verlor er gegen Stelios Angeloudis und seine Amtszeit lief am 31. Dezember 2023 aus.

## Biographie
Konstantinos Zervas wuchs in Thessaloniki auf. Sein Vater, Vassilis Zervas, war Bauingenieur und seine Mutter, Lilika Orologia, Philologin. Zervas studierte Bauingenieurwesen an der Aristoteles-Universität Thessaloniki und absolvierte als Stipendiat ein Aufbaustudium an der Brown University in den USA. Nach Ableistung seines Wehrdienstes 1990 lebte und arbeitete Zervas als Bauingenieur und Geschäftsmann in Thessaloniki. Er engagierte sich in der PASOK-Partei und war ein enger Freund von Evangelos Venizelos. Bei den Kommunalwahlen 2010 wurde er mit der Fraktion von Giannis Boutaris (Initiative für Thessaloniki) in den Stadtrat von Thessaloniki gewählt und übernahm im Januar 2011 das Amt des stellvertretenden Bürgermeisters für Umwelt, Lebensqualität und Freiräume. Er war verantwortlich für eine Reihe von Umweltprojekten, wie die Kandidatur von Thessaloniki zur Grünen Hauptstadt Europas 2014 und die Gründung des „Netzwerks griechischer grüner Städte“. Später, im Januar 2013, übernahm er die Aufgaben des stellvertretenden Bürgermeisters für Lebensqualität, des Vorsitzenden des Wirtschaftsausschusses der Stadt Thessaloniki und des ständigen stellvertretenden Bürgermeisters von Thessaloniki. Bei den Kommunalwahlen 2014 wurde er mit der Boutaris-Fraktion als Stadtrat wiedergewählt. Im September 2014 übernahm er das Amt des stellvertretenden Bürgermeisters für Mobilität, Jugend und Sport, trat jedoch im Februar 2015 nach einer Meinungsverschiedenheit mit dem Bürgermeister, Giannis Boutaris, von seinem Amt als stellvertretender Bürgermeister zurück. Bei den Parlamentswahlen im September 2015 kandidierte er auf der Liste der Neuen Demokratie (ND). 2017 verließ er die Fraktion Initiative für Thessaloniki und gehörte dem Stadtrat als Unabhängiger weiter an. Am 2. Juni 2019 wurde er als Unabhängiger zum Bürgermeister von Thessaloniki gewählt und besiegte den Kandidaten der ND, Nikos Tachiaos, mit über 66 % der Stimmen in der zweiten Runde der Kommunalwahlen.

## Verlust des Amtes
Zervas, der von der ND unterstützt wurde, gewann den ersten Wahlgang der Bürgermeisterwahl 2023 mit 27,3 % der Stimmen. Im zweiten Wahlgang erhielt er 32,66 % und verlor damit gegen Stelios Angeloudis mit 67,34 % der Stimmen. Angeloudis ist ein Kandidat mit PASOK-Hintergrund, der von SYRIZA im zweiten Wahlgang unterstützt wurde.